# Kurzohrfuchs

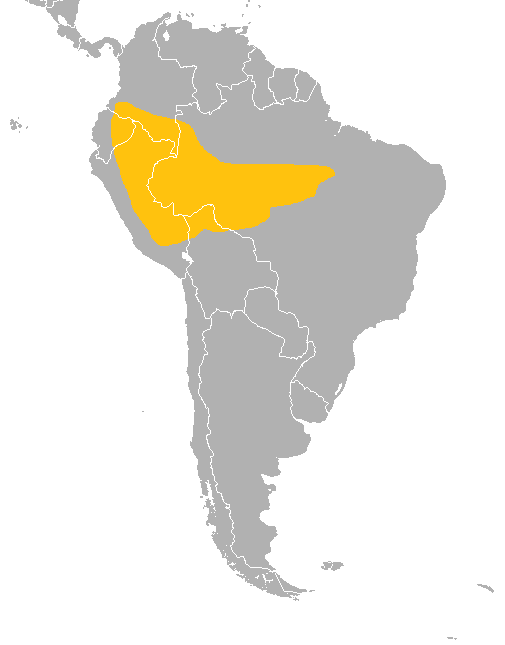
Verbreitungskarte des Kurzohrfuches

Der Kurzohrfuchs (Atelocynus microtis) ist eine südamerikanische Art der Echten Hunde und der einzige Vertreter der Gattung Atelocynus.

## Merkmale
Der Kurzohrfuchs zeichnet sich durch seinen schlanken, geschmeidigen Körperbau aus, der eher an eine Ginsterkatze oder Zibetkatze erinnert als an einen Hund. Auch bewegt er sich mit einer katzenartigen Eleganz und Leichtigkeit.
Die Länge von der Schnauzenspitze bis zum Schwanzansatz beträgt 72–100 cm, der Schwanz ist noch einmal 25–35 cm lang. Die Schulterhöhe liegt bei etwa 35 cm und das Gewicht bei ungefähr 9 oder 10 kg. Die runden Ohren sind nur 3,5 bis 5 cm lang, und im Verhältnis zur Körpergröße kürzer als bei jeder anderen lebenden Hundeart. Die Fellfarbe ist oberseits dunkelgrau bis schwarz, unterseits rötlich mit grauen und schwarzen Tönen, während der dicht behaarte Schwanz mit Ausnahme eines hellen Bereichs an der Unterseite schwarz ist. Die Backenzähne sind stark entwickelt. Besonders die Männchen verfügen über stark riechende Analdrüsen.

## Verbreitung und Bestand
Das Verbreitungsgebiet des Kurzohrfuchses sind das Amazonasbecken, das obere Orinokobecken sowie das obere Paranábecken in Südamerika. Er kommt in den Staaten Brasilien, Peru, Ecuador, Kolumbien und möglicherweise in Venezuela vor.
In einigen Staaten scheint er selten zu sein, aber zuverlässige Bestandsschätzungen sind aufgrund der nachtaktiven und einzelgängerischen Lebensweise schwierig durchzuführen.

## Lebensweise
Sein Lebensraum sind tropische Wälder unterhalb von 1000 m Höhe. Im Gegensatz zum Waldhund, mit dem er seinen Lebensraum teilt, jagt der Kurzohrfuchs als Einzelgänger. Er fängt vor allem kleine oder mittelgroße Nager. In Gefangenschaft frisst er Fleisch, Früchte und sogar Abfälle. Das Verhalten dieser Art ist bisher allerdings kaum erforscht. Ein Rüde aus dem Zoo von Brookfield war zahm und gelehrig, während sein Weibchen in Anwesenheit von Menschen stets knurrte.

## Bilder

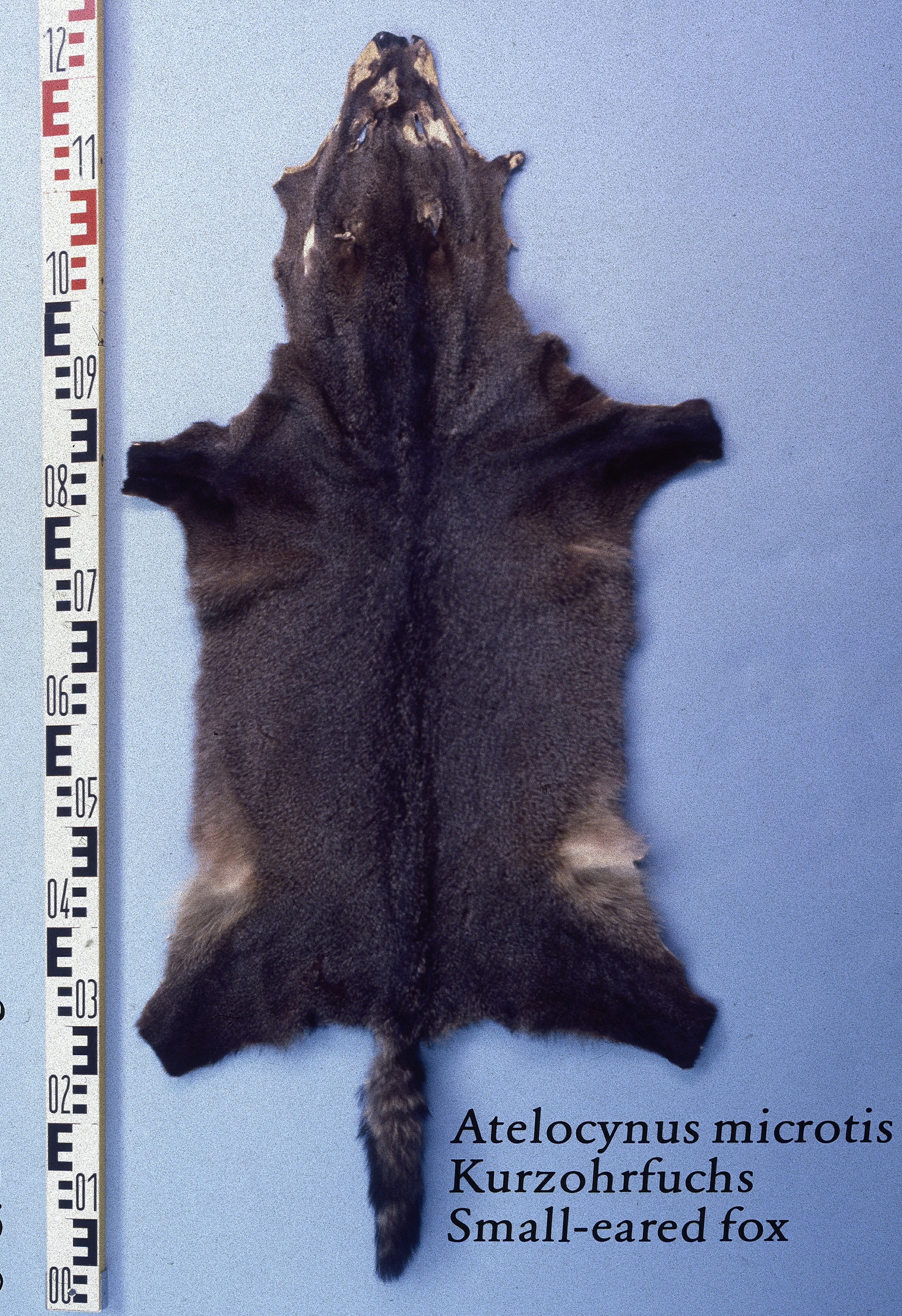
Fell eines Kurzohrfuchses (1978)
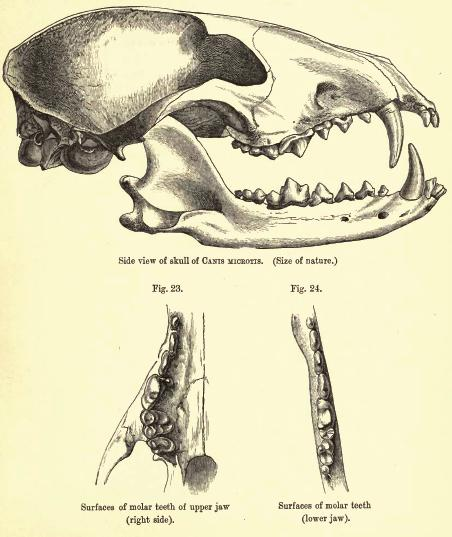
Schädel eines Kurzohrfuchses (St. George Mivart: A monograph of the canidae. 1890)
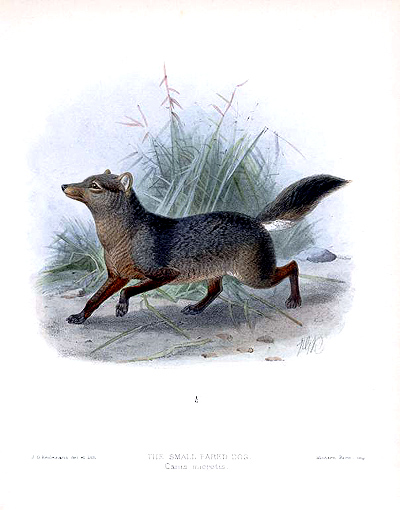
Künstlerische Darstellung eines Kurzohrfuchses (St. George Mivart: A monograph of the canidae. 1890)